# Chiloglottis truncata
Chiloglottis truncata är en orkidéart som beskrevs av David Lloyd Jones och Mark Alwin Clements. Chiloglottis truncata ingår i släktet Chiloglottis och familjen orkidéer.
Artens utbredningsområde är Queensland. Inga underarter finns listade i Catalogue of Life.